# POWER (IBM)
POWER (sigla de Performance Optimization With Enhanced RISC) es una microarquitectura con un conjunto de instrucciones RISC diseñado por IBM. POWER también es el nombre de una familia de procesadores de IBM con el conjunto de instrucciones de esta arquitectura y que se usan como CPU principal en servidores IBM, así como minicomputadores, estaciones de trabajo y supercomputadores. Pero sin embargo hay muchos microprocesadores que son derivados o variantes de este que se encuentran en gran variedad de equipos que van desde computadores para automóviles hasta consolas de videojuegos.

## Procesadores POWER
1. POWER
2. POWER2
3. POWER3
4. POWER4+ procesador IBM de 1,4 GHz de los servidores Regatta (RS/6000 y pSeries)
5. POWER5
6. POWER6
7. POWER7
8. POWER8

## POWER 7
El nuevo procesador POWER 7 tiene hasta ocho núcleos capaces de correr hasta cuatro hilos cada uno, transformado virtualmente cada procesador en un chip de 32 núcleos y dándole una clara ventaja sobre cualquier de los productos Intel o AMD para servidores. Los procesadores POWER7 son fabricados bajo un proceso de 45nm, vendrá en presentaciones de cuatro, seis y ocho núcleos, y tienen tres niveles de cachés, un caché L1 de 32 kB por núcleo, el caché L2 de 256 kB por núcleo y el caché L3 de 32 MB que se comparte entre todos los núcleos. El Wall Street Journal estima que la venta de servidores Unix para la investigación de cáncer, análisis para instituciones financieras y administraciones de redes eléctricas suma unos 14 000 millones de dólares al año.
Además de estar en los nuevos servidores IBM Power 700, los procesadores POWER7 fueron elegidos como corazón de la supercomputadora Blue Waters. Este proyecto, que IBM finalmente abandonó en 2012 por su alto coste, iba a utilizar no menos de 25 000 procesadores POWER7 de ocho núcleos cada uno con una velocidad de 4.0 GHz para un total de 200 000 núcleos físicos.

Entre sus variantes se encuentran:
1. PowerPC la variante más extendida de la arquitectura POWER, desarrollado por la alianza AIM, es usado principalmente en computadoras Mac y mantiene la mayor parte de la arquitectura del Power.
2. Gekko 485 MHz (usado en Nintendo GameCube).
3. Cell El procesador de la PlayStation 3. Desarrollado por IBM en conjunto con Sony y Toshiba y basado en la tecnología POWER de IBM.
4. IBM en conjunto con Nintendo desarrollo el procesador Broadway de la consola Wii.
5. IBM ha desarrollado para Microsoft la CPU de su consola Xbox 360 constituida por 3 núcleos de procesamiento simétrico, 1 Mb de caché L2 y un rendimiento total de 9 GFLOPS.

## Dispositivos
| Nombre            | Imagen | ISA                         | Bits    | Núcleos | Fab        | Transistores | Tamaño del chip    | L1                         | L2                 | L3                   | Reloj        | Embalaje                                  | Introducción |
| ----------------- | ------ | --------------------------- | ------- | ------- | ---------- | ------------ | ------------------ | -------------------------- | ------------------ | -------------------- | ------------ | ----------------------------------------- | ------------ |
| RIOS-1            |        | POWER                       | 32 bits | 1       | 1,0 μm     | 6,9 M        | 1284 mm²           | 8 KB I 64 KB D             | n/a                | n/a                  | 20–30 MHz    | 10 chips en CPGA sobre PCB                | 1990         |
| RIOS.9            |        | POWER                       | 32 bits | 1       | 1,0 μm     | 6,9 M        |                    | 8 KB I 32 KB D             | n/a                | n/a                  | 20–30 MHz    | 8 chips en CPGA sobre PCB                 | 1990         |
| POWER1+           |        | POWER                       | 32 bits | 1       |            | 6,9 M        |                    | 8 KB I 64 KB D             | n/a                | n/a                  | 25–41,6 MHz  | 8 chips en CPGA sobre PCB                 | 1991         |
| POWER1++          |        | POWER                       | 32 bits | 1       |            | 6,9 M        |                    | 8 KB I 64 KB D             | n/a                | n/a                  | 25–62,5 MHz  | 8 chips en CPGA sobre PCB                 | 1992         |
| RSC               |        | POWER                       | 32 bits | 1       | 0,8 μm     | 1 M          | 226,5 mm²          | 8 KB unificado             | n/a                | n/a                  | 33–45 MHz    | 201 pin CPGA                              | 1992         |
| POWER2            |        | POWER2                      | 32 bits | 1       | 0,72 μm    | 23 M         | 1042,5 mm² 819 mm² | 32 KB I 128–265 KB D       | n/a                | n/a                  | 55–71,5 MHz  | 6–8 dies sobre un pin de cerámica 734 MCM | 1993         |
| POWER2+           |        | POWER2                      | 32 bits | 1       | 0,72 μm    | 23 M         | 819 mm²            | 32 KB I 64–128 KB D        | 0,5–2 MB external  | n/a                  | 55–71,5 MHz  | 6 chips en CBGA sobre PCB                 | 1994         |
| P2SC              |        | POWER2                      | 32 bits | 1       | 0,29 μm    | 15 M         | 335 mm²            | 32 KB I 128 KB D           | n/a                | n/a                  | 120–135 MHz  | CCGA                                      | 1996         |
| P2SC+             |        | POWER2                      | 32 bits | 1       | 0,25 μm    | 15 M         | 256 mm²            | 32 KB I 128 KB D           | n/a                | n/a                  | 160 MHz      | CCGA                                      | 1997         |
| RAD6000           |        | POWER                       | 32 bits | 1       | 0,5 μm     | 1,1 M        |                    | 8 KB unified               | n/a                | n/a                  | 20–33 MHz    | Rad hard                                  | 1997         |
| POWER3            |        | POWER2 PowerPC 1.1          | 64 bits | 1       | 0,35 μm    | 15 M         | 270 mm²            | 32 KB I 64 KB D            | 1–16 MB externo    | n/a                  | 200–222 MHz  | 1088 pin CLGA                             | 1998         |
| POWER3-II         |        | POWER2 PowerPC 1.1          | 64 bits | 1       | 0,25 μm Cu | 23 M         | 170 mm²            | 32 KB I 64 KB D            | 1–16 MB externo    | n/a                  | 333–450 MHz  | 1088 pin CLGA                             | 1999         |
| POWER4            |        | PowerPC 2.00 PowerPC-AS     | 64 bits | 2       | 180 nm     | 174 M        | 412 mm²            | 64 KB I 32 KB D per core   | 1,41 MB por núcleo | 32 MB externo        | 1–1.3 GHz    | 1024 pin CLGA cerámica MCM                | 2001         |
| POWER4+           |        | PowerPC 2.01 PowerPC-AS     | 64 bits | 2       | 130 nm     | 184 M        | 267 mm²            | 64 KB I 32 KB D per core   | 1,41 MB per chip   | 32 MB external       | 1,2–1,9 GHz  | 1024 pin CLGA cerámic MCM                 | 2002         |
| POWER5            |        | PowerPC 2.02 Power ISA 2.03 | 64 bits | 2       | 130 nm     | 276 M        | 389 mm²            | 32 KB I 32 KB D per core   | 1,875 MB por chip  | 32 MB externo        | 1,5–1,9 GHz  | ceramic DCM cerámica MCM                  | 2004         |
| POWER5+           |        | PowerPC 2.02 Power ISA 2.03 | 64 bits | 2       | 90 nm      | 276 M        | 243 mm²            | 32 KB I 32 KB D por núcleo | 1,875 MB por chip  | 32 MB external       | 1,5–2,3 GHz  | cerámica DCM cerámica QCM cerámica MCM    | 2005         |
| POWER6            |        | Power ISA 2.03              | 64 bits | 2       | 65 nm      | 790 M        | 341 mm²            | 64 KB I 64 KB D por núcleo | 4 MB por núcleo    | 32 MB externo        | 3,6–5 GHz    | CLGA OLGA                                 | 2007         |
| POWER6+           |        | Power ISA 2.03              | 64 bits | 2       | 65 nm      | 790 M        | 341 mm²            | 64 KB I 64 KB D por núcleo | 4 MB por núcleo    | 32 MB externo        | 3,6–5 GHz    | CLGA OLGA                                 | 2009         |
| POWER7            |        | Power ISA 2.06              | 64 bits | 8       | 45 nm      | 1200 M       | 567 mm²            | 32 KB I 32 KB D por núcleo | 256 KB por núcleo  | 32 MB por chip       | 2,4–4,25 GHz | CLGA OLGA QCM orgánico                    | 2010         |
| POWER7+           |        | Power ISA 2.06              | 64 bits | 8       | 32 nm      | 2100 M       | 567 mm²            | 32 KB I 32 KB D por núcleo | 256 KB por núcleo  | 80 MB por chip       | 2,4–4,4 GHz  | OLGA DCM orgánico                         | 2012         |
| POWER8            |        | Power ISA 2.07              | 64 bits | 6 12    | 22 nm      | ?? 4200 M    | 362 mm² 649 mm²    | 32 KB I 64 KB D por núcleo | 512 KB por núcleo  | 48 MB 96 MB per chip | 2,75–4,2 GHz | OLGA DCM OLGA SCM                         | 2014         |
| POWER8 con NVLink |        | Power ISA 2.07              | 64 bits | 12      | 22 nm      | 4200 M       | 659 mm²            | 32 KB I 64 KB D por núcleo | 512 KB por núcleo  | 48 MB 96 MB por chip | 3,26 GHz     | OLGA SCM                                  | 2016         |
| POWER9 SU         |        | Power ISA 3.0               | 64 bits | 12 24   | 14 nm      | 8000 M       |                    | 32 KB I 64 KB D por núcleo | 512 KB por núcleo  | 120 MB por chip      | ~4 GHz       |                                           | 2017         |
| Nombre            | Imagen | ISA                         | Bits    | Núcleos | Fab        | Transistores | Tamaño del chip    | L1                         | L2                 | L3                   | Reloj        | Embalaje                                  | Introducción |